# Кіслегг
Кіслегг (нім. Kißlegg) — громада в Німеччині, знаходиться в землі Баден-Вюртемберг. Підпорядковується адміністративному округу Тюбінген. Входить до складу району Равенсбург.
Площа — 92,40 км2. Населення становить 9098 ос. (станом на 31 грудня 2020).